# Himiko Kikuchi
Himiko Kikuchi (菊池 ひみこ, Kikuchi Himiko, nascida em 2 de março de 1953) é uma pianista, tecladista, compositora e arranjadora de jazz japonesa.

## Primeiros anos
Kikuchi nasceu em Sendai, Prefeitura de Miyagi  em 2 de março de 1953. Criada em Shiogama, ela começou a estudar piano clássico aos 7 anos de idade, sob a tutela de Ruiko Koga do Departamento de Música da Universidade Feminina Miyagi Gakuin, e do Professor Takako Horie da Universidade de Artes de Tóquio. Aos 12 anos, ela ganhou o segundo prêmio no Concurso Yamaha Electone por sua interpretação da Tocata e Fuga em Ré menor de Johann Sebastian Bach.

## Carreira musical
Depois de se apresentar com vocalistas e músicos como Takuro Yoshida, Tsunehiko Kamijō e Mayumi Itsuwa, Kikuchi começou a estudar com o pianista de jazz Sadayasu Fujii por volta de 1975. Em 11 de julho de 1979, Kikuchi foi a tecladista do Bingo Miki & the Inner Galaxy Orchestra durante seu set no Montreux Jazz Festival na Suíça. 
Em 1980, Kikuchi lançou seu primeiro álbum de estúdio, Don't Be Stupid,  pela subgravadora Continental da Teichiku Records. No ano seguinte, ela arranjou as faixas para o álbum Cool "C", de 1981, do músico americano Richie Cole. Seus próximos álbuns, Flashing (1981), All Right (1982), Woman (1983) e Reverse It (1984), foram todos lançados pela Continental. O álbum de 1987 de Kikuchi, Flying Beagle, e o álbum de 1988, Sevilla Breeze, foram lançados pela CBS/Sony Records .  Kikuchi compôs a música para o filme Yakuza Ladies Revisited 2 de 1993; seu álbum Beam, lançado pela RCA Records, serve como trilha sonora do filme. 
Em 2002, Kikuchi atuou como diretora musical e liderou uma orquestra no 17º Festival Cultural Nacional, realizado na Prefeitura de Tottori, apresentando a música "Furusato - Home in My Soul".  Em 2005, ela cantou a música mais uma vez na cerimônia de abertura do 17º Festival Nacional de Aprendizagem ao Longo da Vida, realizado na mesma prefeitura. No mesmo ano, ela recebeu o 30º Prêmio Cultural da Cidade de Tottori . 

## Vida pessoal
Kikuchi é casada com o guitarrista Masatsugu Matsumoto. Ela se mudou para Tottori com ele em 1999.

## Discografia
Todos os álbuns lançados pelo selo Continental foram lançados em serviços de streaming, incluindo Spotify e YouTube Music em 28 de maio de 2024. Em seguida, os álbuns lançados sob o selo CBS/Sony Records foram lançados em 8 de outubro de 2024.

### Álbuns de estúdio

#### Como líder
- Don't Be Stupid (Continental, 1980)
- Flashing (Continental, 1981)
- All Right (Continental, 1982)
- Woman (Continental, 1983)
- Reverse It (Continental, 1984)
- 森羅万象 (Continental, 1985)
- Flying Beagle (CBS/Sony, 1987)
- Sevilla Breeze (CBS/Sony, 1988)
- Beam (RCA, 1993)[6]

Como líder, liberado sob um nome diferente
- Himiko Kikuchi Big Band - Himiko Kikuchi Big Band ao vivo (Flying Beagle Corporation, 2000)
- 『ふるさと』 Home In My Soul (Flying Beagle Corporation, 2005)
- Himiko Kikuchi Double Quartet - DQ * The Live! (Toei Music Publishing e Flying Beagle Corporation, 2007)